# Alcázar, Sevilla

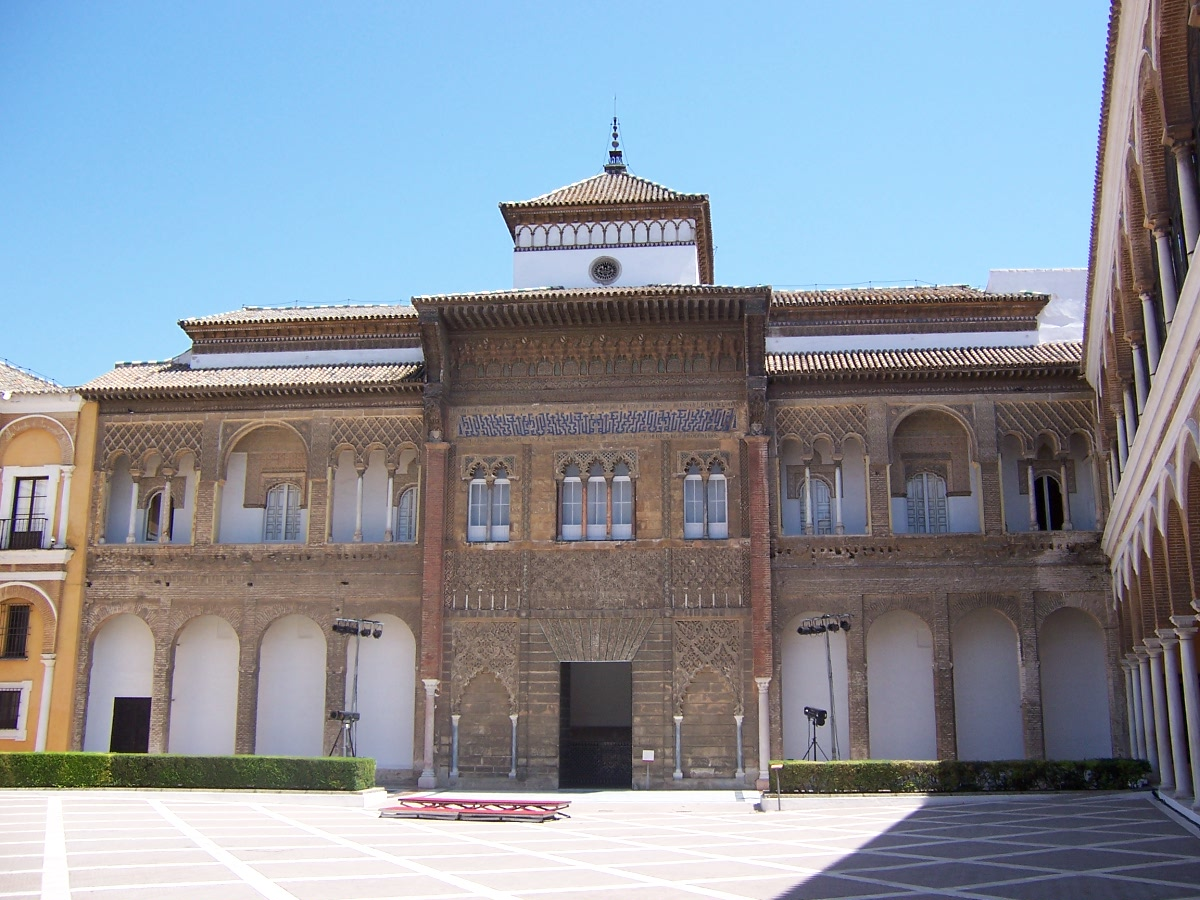
Kung Peter den I:s palats från Patio de la Monteria, Alcázar de Sevilla

Alcázar i Sevilla (sp. Reales Alcázares de Sevilla) är ett kungligt palats i Sevilla, Spanien. Det var ursprungligen ett moriskt fort som revs i samband med den kastilianska erövringen av Sevilla 1248. Därefter byggdes anläggningen om i mudéjar-stil.